# Patricio Tanda
Patricio Damián Tanda (Lomas de Zamora, Provincia de Buenos Aires, Argentina; 5 de abril de 2002) es un futbolista argentino. Juega como mediocampista central y su primer equipo fue Racing. Actualmente milita en Karpaty Lviv de la Liga Premier de Ucrania.

## Clubes
- Actualizado al 10 de agosto de 2025

| Club                   | Div.                | Temporada           | Liga | Liga | Copa Nacional | Copa Nacional | Copa Internacional | Copa Internacional | Total | Total |
| Club                   | Div.                | Temporada           | PJ   | G    | PJ            | G             | PJ                 | G                  | PJ    | G     |
| ---------------------- | ------------------- | ------------------- | ---- | ---- | ------------- | ------------- | ------------------ | ------------------ | ----- | ----- |
| Racing Argentina       | 1.ª                 | 2020                | -    | -    | 4             | 0             | 0                  | 0                  | 4     | 0     |
| Racing Argentina       | 1.ª                 | 2022                | 1    | 0    | 0             | 0             | 0                  | 0                  | 1     | 0     |
| Racing Argentina       | 1.ª                 | 2023                | 0    | 0    | 0             | 0             | -                  | -                  | 0     | 0     |
| Racing Argentina       | Total               | Total               | 1    | 0    | 4             | 0             | 0                  | 0                  | 5     | 0     |
| Ferro Argentina        | 2.ª                 | 2021                | 5    | 0    | -             | -             | -                  | -                  | 5     | 0     |
| Ferro Argentina        | Total               | Total               | 5    | 0    | -             | -             | -                  | -                  | 5     | 0     |
| Unión Argentina        | 1.ª                 | 2023                | -    | -    | 7             | 0             | -                  | -                  | 7     | 0     |
| Unión Argentina        | 1.ª                 | 2024                | 11   | 0    | 10            | 0             | -                  | -                  | 21    | 0     |
| Unión Argentina        | Total               | Total               | 11   | 0    | 17            | 0             | -                  | -                  | 28    | 0     |
| Karpaty Lviv · Ucrania | 1.ª                 | 2024/25             | 9    | 0    | -             | -             | -                  | -                  | 9     | 0     |
| Karpaty Lviv · Ucrania | 1.ª                 | 2025/26             | 2    | 0    | -             | -             | -                  | -                  | 2     | 0     |
| Karpaty Lviv · Ucrania | Total               | Total               | 11   | 0    | -             | -             | -                  | -                  | 11    | 0     |
| Total en su carrera    | Total en su carrera | Total en su carrera | 28   | 0    | 21            | 0             | 0                  | 0                  | 49    | 0     |